# Out on My Own
Out on My Own är Sheila Chandras debutalbum från 1984 – i England utgiven på Indipop Records. Svensk utgåva distribuerad av MNW SCH1.
Producerad av Steve Coe, som också skrivit alla sånger tillsammans med Martin Smith. Smith har varit tekniker vid inspelningarna i Indipop Studios, London i augusti och november 1983. Mixning av teknikern Alan Barson på Barge Studios, London.

## Låtlista
- Sid 1.

1. All You Want is More
2. Out on My Own
3. Village Girl
4. Storm Trance
5. From a Whisper...to a Scream

- Sid 2.

1. Prema, Shanti, Dharma, Satya
2. Unchanged Malady
3. Missing the Voice
4. Fly to Me
5. Songbird